# Apogonichthyini
Die Apogonichthyini sind eine Tribus der Kardinalbarsche (Apogonidae) die küstennah im Roten Meer und im tropischen Indopazifik von der Küste Ostafrikas bis Japan im Norden, Australien im Süden und östlich bis zu den Hawaii und Französisch-Polynesien vorkommt.

## Merkmale
Die kleinen Fische sind rötlich, bräunlich oder schwärzlich gefärbt und ungestreift, zeigen jedoch recht häufig helle oder dunkle Flecken auf dem Körper. Kopf („Wange“ u. Kiemendeckel) und Körper sind mit Kammschuppen bedeckt. Der Rand des Präoperculums ist glatt oder gesägt. Die Zähne auf der Prämaxillare, im Unterkiefer und die Gaumenzähne sind bürstenförmig. Die Supramaxillare, ein Knochen des Oberkiefers, fehlt. Sechs Infraorbitalia (Augenringknochen). Die Schwanzflosse ist gegabelt, abgerundet oder spatenförmig. Im Schwanzflossenskelett finden sich ein Paar Uroneuralia und fünf freiliegende Hypuralia oder die Hypuralia 1+2 sowie 3+4 sind zusammengewachsen. Die Schwanzflosse wird von 17 segmentierten Flossenstrahlen gestützt, davon sind 15 verzweigt, der obere und der untere Flossenstrahl ist unverzweigt.
- Flossenformel: Dorsale 1 VII(I) o. VIII+I, Dorsale 2 I/7–10; Anale II/7–9, Pectorale 11–16

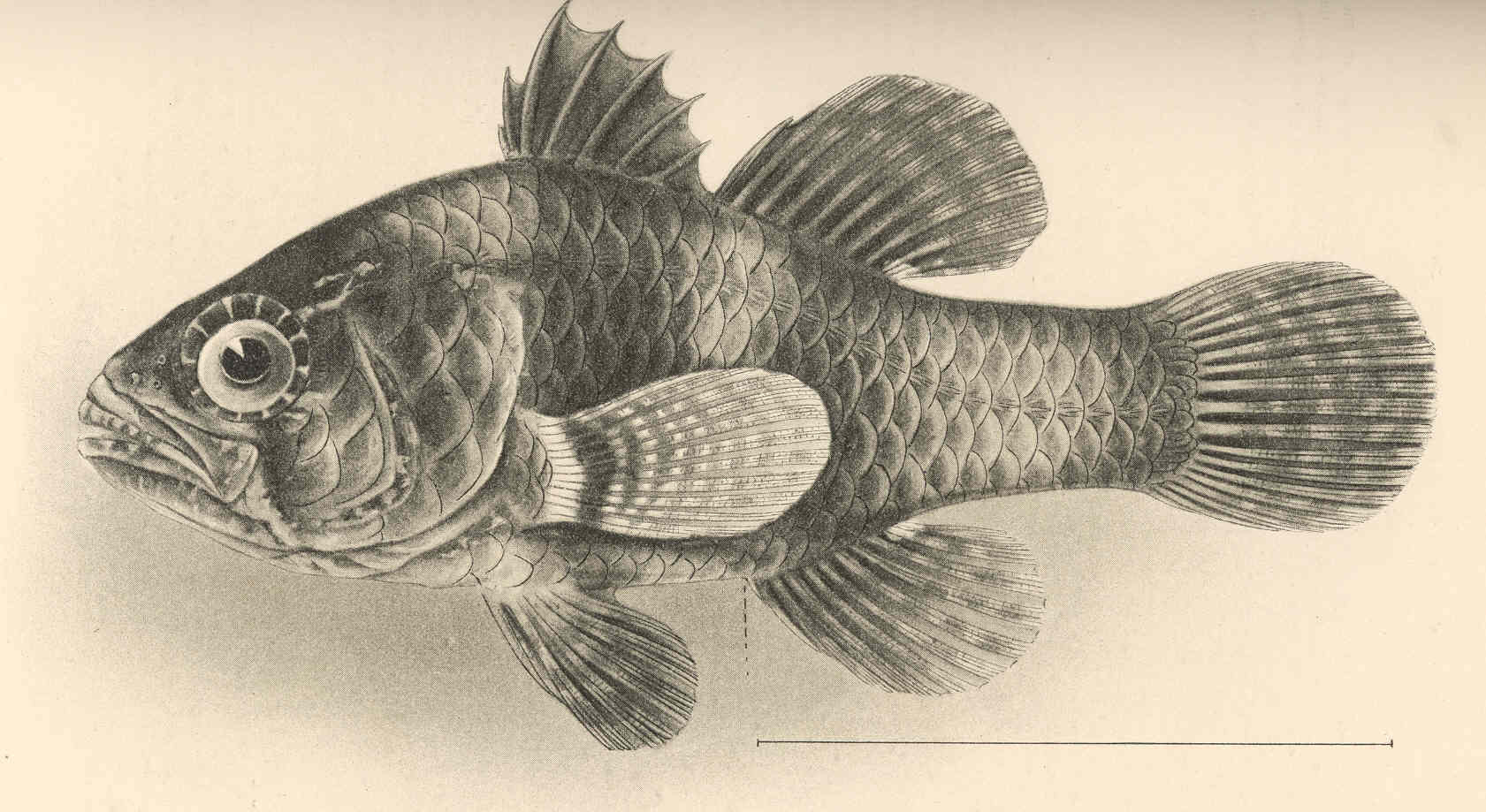
Apogonichthys perdix

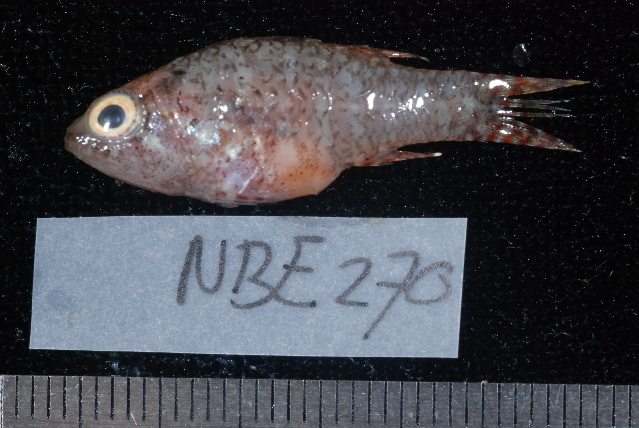
Foa brachygramma

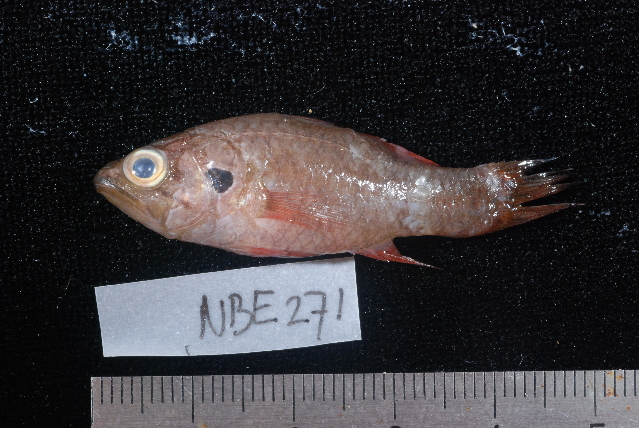
Fowleria aurita

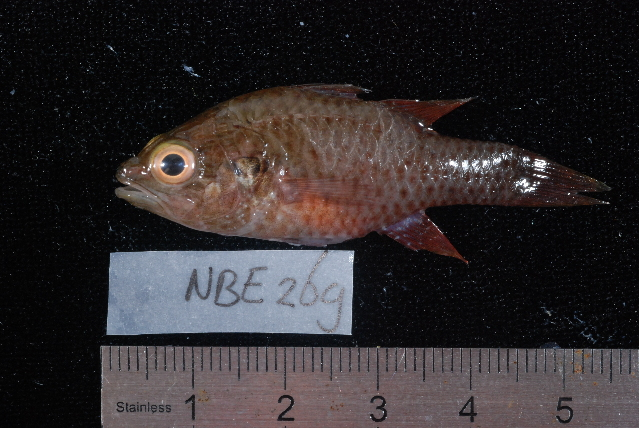
Fowleria variegata

- Schuppenformel: SL 3–24
- Wirbel 10+14 o. 10+15 (Vincentia)

## Gattungen und Arten
- Gattung Apogonichthys Bleeker, 1854.
  - Apogonichthys landoni Herre, 1934
  - Apogonichthys ocellatus (Weber, 1913)
  - Apogonichthys perdix Bleeker, 1854
- Gattung Foa Jordan & Evermann in Jordan & Seale, 1905.
  - Foa brachygramma (Jenkins, 1903)
  - Foa fo Jordan & Seale, 1905
  - Foa hyalina (Smith & Radcliffe, 1912)
  - Foa longimana Nijssen et al., 1982
  - Foa madagascariensis Petit, 1931
  - Foa winterbottomi Fraser, 2020
  - Foa yamba Fraser, 2014
- Gattung Fowleria Jordan & Evermann, 1903.
  - Fowleria aurita (Valenciennes, 1831)
  - Fowleria flammea Allen, 1993
  - Fowleria isostigma (Jordan & Seale, 1906)
  - Fowleria marmorata (Alleyne & MacLeay, 1877)
  - Fowleria punctulata (Rüppell, 1838)
  - Fowleria vaiulae (Jordan & Seale, 1906)
  - Fowleria variegata (Valenciennes, 1832)
- Gattung Neamia Smith & Radcliffe in Radcliffe, 1912.
  - Neamia articycla Fraser & Allen, 2006
  - Neamia notula Fraser & Allen, 2001
  - Neamia octospina Smith & Radcliffe, 1912
  - Neamia xenica Fraser, 2010
- Gattung Ozichthys Fraser, 2014[1]
  - Ozichthys albimaculosa (Kailola, 1976)
- Gattung Vincentia Castelnau, 1872
  - Vincentia badia Allen, 1987
  - Vincentia conspersa (Klunzinger, 1872)
  - Vincentia macrocauda Allen, 1987
  - Vincentia novaehollandiae (Valenciennes, 1832)
  - Vincentia punctata (Klunzinger, 1879)